# Pitta brachyura
La pitta indiana (Pitta brachyura (Linnaeus, 1766)) è un uccello passeriforme della famiglia dei Pittidi.

## Descrizione

### Dimensioni
Misura una ventina di centimetri di lunghezza, coda compresa.

### Aspetto

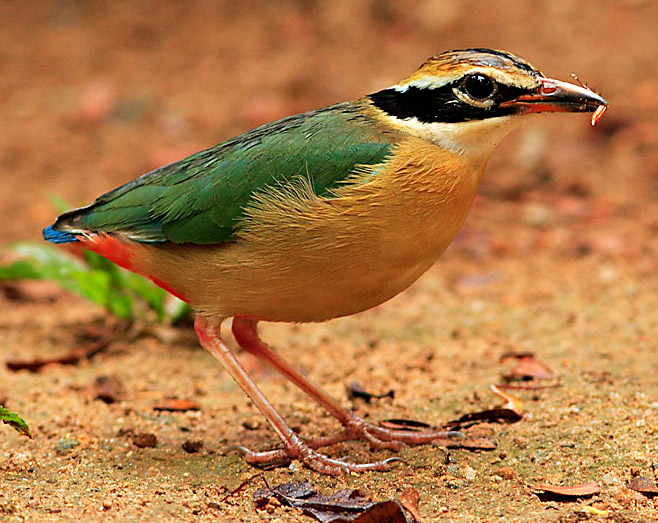
Un esemplare al suolo.

Questi uccelli hanno un aspetto paffuto e massiccio, con ali e coda corte, forti zampe e testa e becco allungati.

Il piumaggio, sebbene non sgargiante, è piuttosto variopinto, tant'è vero che sia il nome lingua hindi (Naurang) che quelli punjabi (Naoranga), kannada e gujarati (Navaranga) della pitta indiana hanno come significato "dai nove colori". Questo uccello presenta infatti fronte, vertice e nuca giallo-verdastri, una banda longitudinale nera che dai lati del becco raggiunge la base della nuca, sopracciglio, gola e guance bianchi, petto, fianchi e ventre di colore beige, dorso e ali verdi con remiganti primarie di colore azzurro carico (stesso colore della coda), sottocoda e coda rossi, mentre il becco è nerastro ocn tendenza a schiarirsi alla base, gli occhi sono bruni e le zampe sono di color carnicino.
Non è presente un dimorfismo sessuale evidente, tuttavia alcuni studiosi ritengono vi sia una differenza nell'estensione della mascherina facciale nera nei due sessi.

## Biologia

### Comportamento

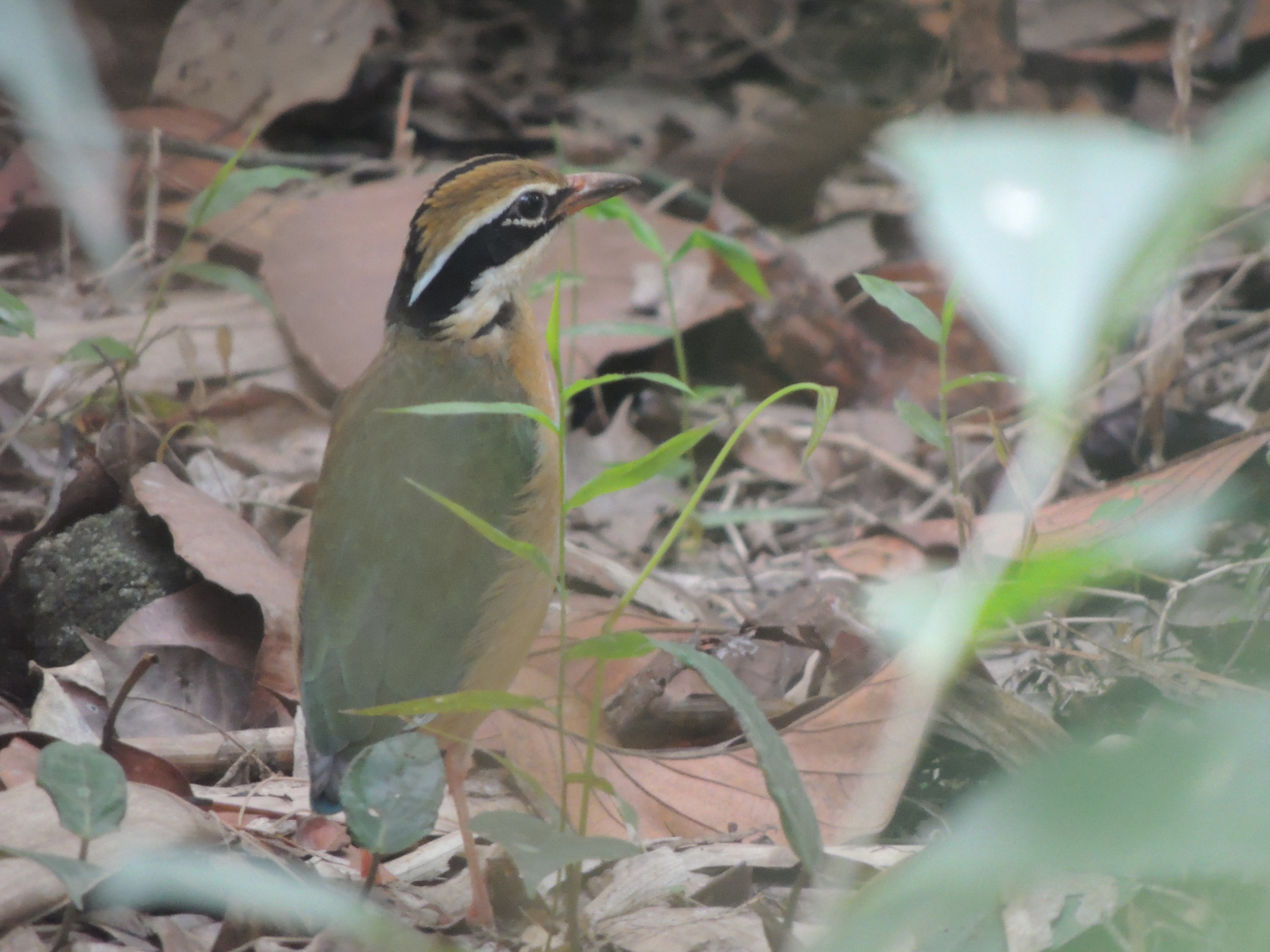
Un esemplare al suolo nel Kerala.

Si tratta di uccelli diurni dalle abitudini strettamente solitarie, molto timidi e riservati: essi passano la maggior parte della giornata muovendosi con circospezione nel folto del sottobosco, alla ricerca di cibo, salvo poi far ritorno ai rami bassi degli alberi per passare la notte, rifugiandosi nel folto della vegetazione al minimo segno di pericolo.

A causa delle abitudini schive di questi uccelli, è assai più facile udirli che vederli: il richiamo della pitta indiana consiste in un caratteristico fischio a due, raramente anche tre toni, emesso col becco puntato verso l'alto. Esso ha funzione territoriale e infatti viene ripetuto a intervalli regolari, spesso con altri esemplari nelle vicinanze che rispondono fischiando a loro volta: il fatto che la frequenza di emissione del richiamo della pitta indiana sia massima all'alba e al tramonto ha fruttato a questi uccelli uno dei propri nomi in lingua tamil, Arumani kuruvi ("uccello delle sei"). Un'altra leggenda è alla base del nome della pitta indiana in singalese, Avichchiya: esso, onomatopeico del richiamo emesso dall'animale, è legato al fatto che esso si lamenti continuamente del furto della propria livrea subito da parte del pavone maschio, con la formula "Evith giya, evith giya, ayith kiyannam, methe budun buduwana vita ayith kiyannam" ("Venne e andò via, venne e andò via, me ne lamenterò fino all'arrivo del prossimo Buddha! Mi starò ancora lamentando!").

### Alimentazione
La dieta della pitta indiana è composta essenzialmente da insetti e altri piccoli invertebrati che vengono rinvenuti al suolo: questi uccelli si spingono inoltre nei villaggi per nutrirsi degli avanzi dei pasti, e ne sono anche stati ritrovati alcuni in trappole con esca pensate per la cattura di mammiferi.

### Riproduzione
La stagione riproduttiva coincide con l'arrivo del monsone di sud-ovest, e pertanto tende a variare a seconda della popolazione presa in considerazione: gli esemplari dell'India centrale mostrano picchi riproduttivi a giugno, mentre quelli dell'India settentrionale nidificano prevalentemente in luglio-agosto.
Il nido consiste in una struttura sferica costruita da ambo i sessi al suolo o fra i rami bassi, utilizzando per la costruzione rametti e foglie secche. Al suo interno la femmina depone 4-5 uova bianche con maculature rossicce, che essa provvede a covare alternandosi col maschio per poco più di due settimane: i due partner collaborano inoltre alle cure parentali verso i pulli, che alla nascita sono ciechi ed implumi.

## Distribuzione e habitat

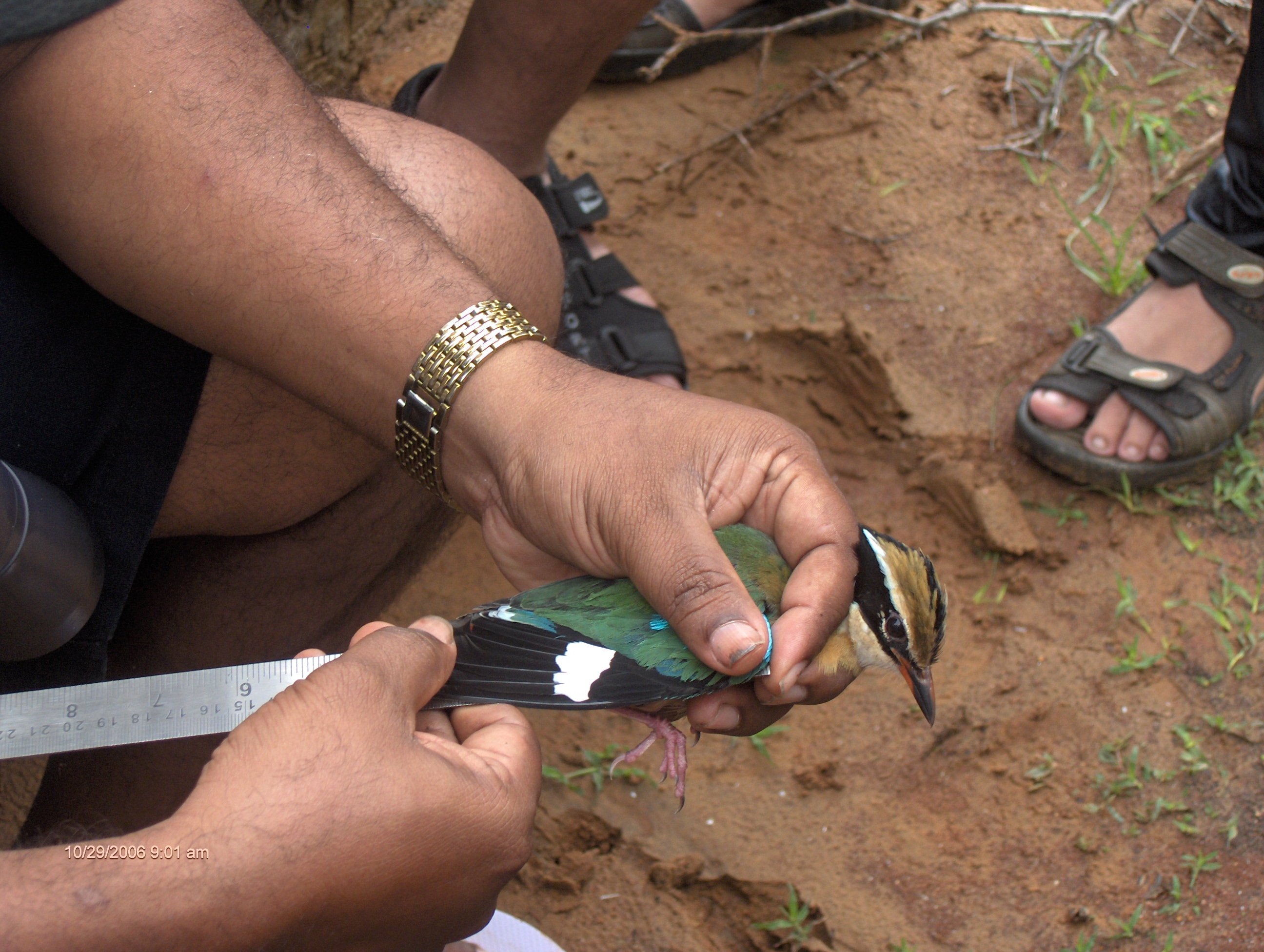
Un esemplare viene misurato in Sri Lanka.

L'areale riproduttivo della pitta indiana comprende un'area piuttosto vasta che va dalle zone ai piedi dell'Himalaya dal Nepal al Sikkim a sud fino al Karnataka e al Gujarat, con alcune popolazioni che si spingono a ovest fino alle Margalla Hills, a nord di Islamabad: durante l'inverno, questi uccelli tendono a migrare a sud in tutto il resto del subcontinente indiano e nello Sri Lanka. I processi e le rotte migratorie di questi uccelli, tuttavia, non sono ancora stati studiati sufficientemente e non sono pertanto ben conosciuti: tali abitudini migratorie hanno inoltre fruttato alla pitta indiana uno dei propri nomi in lingua tamil, Kathu-alechi ("portato dal vento").
L'habitat di questi uccelli è costituito dalle aree boschive con presenza di folto sottobosco in cui cercare cibo e riparo: sebbene si dimostrino piuttosto adattabili (come del resto intuibile dall'esteso areale), le pitte tendono a evitare le aree troppo secche.

## Tassonomia
Classificata inizialmente da Linneo nel genere Corvus col nome di Corvus brachyurus, in seguito la pitta indiana è stata riclassificata in un proprio genere, Pitta, comprendente buona parte dei suboscini del Vecchio Mondo e nell'ambito del quale questa specie rappresenta un clade basale ben distinto assieme a pitta ninfa, pitta delle mangrovie e pitta delle Molucche, con le quali forma una superspecie
.
La specie è monotipica: il suo nome scientifico deriva dall'unione delle parole greche βραχύς (bracys/brachys, "corto") e οὐρά (ura, "coda"), col significato di "dalla coda corta".